# KIKO
KIKO(Knock-In Knock-Out)는 환율하락으로 인한 환차손 위험을 줄이기 위해 수출기업과 은행간 맺는 일종의 계약으로 파생상품이다. 키코라고 알려져 있다.

## 예시
아래는 어떤 기업이 약정금액 100만 달러에 약정환율 1,000원, 상한선 (Knock-In Barrier) 1,050원, 하한선 (Knock-Out Barrier) 950원, 계약기간은 6개월, 상한선 돌파시 옵션 2배로 은행과 계약을 했다고 가정했을 때의 경우이다.
1. 계약기간 중 환율이 하한선 아래로 한 번이라도 떨어졌을 경우. 즉, 환율이 950원 이하로 한 번이라도 떨어졌을 경우는 계약 무효(Knock-Out)가 된다. 이 경우는 기업이 100만 달러에 대한 환차손을 감수해야 된다.
2. 계약기간 중 환율이 하한선 아래로 떨어지지 않았고, 만기시 하한선과 약정환율 사이일 경우. 즉, 환율이 950원 이하로 한 번이라도 떨어지지 않았고 만기시 환율이 950원 01전 ~ 1,000원일 경우는 약정금액인 100만 달러를 약정환율인 1,000원에 받는다. 이 경우 기업은 만기시 환율과 약정환율간 차이만큼 환차익을 얻게 된다.
3. 계약기간 중 환율이 상한선 위로 올라가지 않았고, 만기시 상한선과 약정환율 사이일 경우. 즉, 환율이 1,050원 이상으로 한 번이라도 올라가지 않았고 만기시 환율이 1,000원 01전 ~ 1,049원 99전일 경우는 약정금액인 100만 달러를 시장환율에 매도하거나 약정환율인 1,000원에 받는다. 이 경우 시장환율에 매도 할 경우 환리스크 위험은 없다.
4. 계약기간 중 환율이 상한선 위로 한 번이라도 올라갔을 경우. 즉, 환율이 1,050원 이상으로 한 번이라도 올라갔을 경우는(Knock-In) 상한선 돌파시 옵션 2배 규정에 따라 약정금액인 100만 달러의 2배인 200만 달러를 약정환율인 1,000원에 은행에 되팔아야 한다.